# Georges-André Lacroix
Pour les articles homonymes, voir Lacroix.
À ne pas confondre avec le réalisateur Georges Lacroix
Georges-André Lacroix est un réalisateur de cinéma français, né à Paris le 4 août 1877 et mort à Turin le 22 juillet 1920,.

## Biographie
Pendant près de 10 ans, Georges Lacroix réalisa une centaine de courts-métrages pour la Gaumont et Le Film d'art avant d'être engagé par l'Union cinématographique italienne (UCI) en septembre 1919. Dans les studios d'Itala Film à Turin, il ne mettra en scène que deux longs-métrages, Appassionatamente (titre français : Passionnément) et Il suo destino (titre français : La Vie d'une femme) avec dans chacun d'eux l'actrice Suzy Prim dans le rôle principal. Il avait à peine terminé le tournage de ce dernier film quand il meurt subitement à l'âge de 42 ans.

## Filmographie
- 1910 : L'Autre
- 1911 : Les Doigts qui voient
- 1911 : L'Oiseau blessé (coréalisé avec Léonce Perret)
- 1911 : Tante Aurore (coréalisé avec Louis Feuillade)
- 1911 : Les Chalands
- 1911 : Le Médecin du bagne
- 1911 : Le Contrebandier
- 1912 : Blanche comme neige
- 1912 : Le Message de l'empereur
- 1912 : Quand l'amour s'en va
- 1912 : Le Puits 313, drame minier en 2 parties
- 1912 : Le Château du silence, drame en 4 parties
- 1912 : La Voix des cloches
- 1912 : La Gloire et la douleur de Ludwig van Beethoven
- 1912 : La Flétrissure
- 1912 : Le Petit Poucet, d'après le conte de Charles Perrault
- 1912 : En détresse
- 1913 : L'Empreinte fatale[5]
- 1913 : Le Treizième convive
- 1913 : Le Cœur qui meurt, drame en 2 parties
- 1913 : Le Baiser rouge, drame en 2 parties : Chacun pour sa patrie et Le Sacrifice au mourant[6]
- 1913 : La Voix d'or
- 1913 : La Substitution
- 1913 : La Double Incarnation de William Sheep / L'Incarnation de William Sherp
- 1913 : L'Enfant sur les flots, drame en 2 parties : La Séquestrée et Une toute petite Hollandaise
- 1913 : L'Effroi (coréalisé avec Louis Feuillade)
- 1913 : La Détresse
- 1914 : L'Homme qui vola (coréalisé avec Maurice Mariaud)[7]
- 1914 : Miarka, la fille à l'ourse, d'après le roman de Jean Richepin
- 1914 : La Dénonciatrice, drame policier
- 1914 : La Chanson de la mer
- 1914 : L'Infamie
- 1914 : L'Oiseau blessé, d'après la pièce d'Alfred Capus
- 1914 : L'Associée, drame en 3 parties
- 1914 : Dans les griffes de la peur, drame en 2 parties d'après la pièce d'André de Lorde
- 1914 : Dans la rafale
- 1914 : L'Heure tragique
- 1917 : Les Écrits restent, drame en 3 parties
- 1917 : La Beauté qui meurt
- 1918 : Haine / La Vengeance de Mallet
- 1918 : Le Noël d'Yveline / Mariage à l'américaine, comédie en 2 parties[8]
- 1918 : La Maison des marraines, comédie en 2 parties
- 1918 : L'Inutile précaution
- 1919 : Le Marchand de bonheur, d'après la pièce d'Henry Kistemaeckers[9]
- 1919 : Passionnément (Appassionatamente)[10]
- 1920 : La Vie d'une femme (Il suo destino), drame en 5 parties[11].

## Hommage de Louis Delluc
Georges Lacroix.
Il est mort. C'était un metteur en scène - un vrai. La France, qui en manque, l'avait laissé partir et il meurt en Italie, exilé par et pour son art, comme Tourneur, comme Ravel et quelques autres. Pendant ce temps, ceux qui restent ici disent que l'art muet a ses dieux à Paris. Amen.
Georges Lacroix était-il le premier ? Je n'en sais rien. Je dis que c'était un vrai metteur en scène, et ils sont peu. Il n'essayait pas d'être artiste, ce qui - particulièrement en cinégraphie - veut dire : faire de l'art, exprès. C'était un artisan.
Manier la pâte dure et nuancée du cinéma comme les tailleurs de pierre d'antan maniaient les cathédrales, voilà ce que doit faire l'artisan du film. Ince l'a fait. Baroncelli peut le faire. Gance l'aurait fait sans ce poison de littérature philosophique dont il ne se désintoxiquera jamais. Lacroix le faisait.
Je n'ai vu que trois films de lui : Les Écrits restent, Haine, Le Noël d'Yveline. Tous trois sont d'un rude manipulateur de photogénie. La force directe de sa manière m'enchantait. Je crois que je devenais son ami, sans m'en apercevoir et sans presque le connaître.
Qu'a-t-on fait pour lui ? On disait trop volontiers qu'il était capricieux, autoritaire, de caractère difficile. Et puis ? Le cinéma, repaire de tant de gens douteux et bizarres, s'est toujours montré bien délicat pour ceux qui ont trop de talent. Maurice Tourneur entend hurler à ses chausses toute la meute des ratés et des enragés. Et Georges Lacroix n'était pas aidé. On a respiré quand il est parti à Turin. On va respirer mieux. Il est mort.
Il est mort amèrement. Ah ! le cinquième art a bien ses martyrs !... Celui-là touchait au triomphe, matériel et artistique à l'Itala-Film, quand toute la douleur physique s'abattit sur lui. Comme il la sentit peu en comparaison de sa souffrance de Français incompris en France !...
Son rôle était pleinement joué, quelle que soit la fin. Pour nous, il est le champion - réel et pas officiel - de cette époque de reconnaissance cinégraphique française que Louis Nalpas suscita naguère en révélant Gance, Mariaud, Le Somptier - et Lacroix. Et si aucun commerçant de ciné n'a l'idée de sortir une œuvre de ce maître ouvrier, quelqu'un saura ce qu'il fut.
Puis-je espérer cependant qu'on produira Les Écrits restent sur nos écrans et surtout Haine - à quoi, on a donné je crois un nouveau titre : La vengeance de Mallet - où il fit connaître une nouvelle et harmonieuse star : Suzie Prim.
Adieu, Lacroix.
Louis Delluc.